# 栃木県道・茨城県道1号宇都宮笠間線
栃木県道・茨城県道1号宇都宮笠間線（とちぎけんどう・いばらきけんどう1ごう うつのみやかさません）は、栃木県宇都宮市から同県芳賀郡益子町を経由し、茨城県笠間市に至る県道（主要地方道）である。

## 概要
宇都宮市から芳賀郡益子町まで、国道123号と重複する。
栃木県東部と茨城県中部を結ぶ重要な連絡路であり、栃木県宇都宮市と茨城県水戸市の両県庁所在地を結ぶルートは、この道を通るのが最短となっている。その利便性から、早くから道路改修が行われたが、大規模なバイパス化等は行われておらず、当時主流の工法であった既存路線の改修（現道拡幅）が主であった為、芳賀郡益子町・芳賀郡茂木町を中心に急カーブ区間が多数存在する。また栃木・茨城県境にある仏ノ山峠は、その急峻さからこの路線最大の難所となっている。

### 路線データ
- 総延長：41.336 km（栃木県区間：36.301 km[1]、茨城県区間：5.035 km[2]）
- 実延長：22.144 km（栃木県区間：17.109 km[1]、茨城県区間：5.035 km[2]）
- 起点：栃木県宇都宮市大通り1丁目（大通り1丁目交差点＝栃木県道10号宇都宮那須烏山線、栃木県道35号宇都宮結城線、栃木県道63号藤原宇都宮線交点）
- 終点：茨城県笠間市石井字石崎1840番8地先（石井交差点＝国道50号、国道355号交点）[3]
- 認定：1965年（昭和40年）5月7日

## 歴史
その起源は古く、中世に宇都宮を治めた下野宇都宮一族の宇都宮時朝（うつのみやときとも）が笠間へ移り、笠間時朝と名を改めこの地を治めた時代といわれる。江戸時代は、笠間側では野州宇都宮街道、宇都宮側では水戸街道と呼ばれ、この道を通り笠間から結城街道（現在の国道50号）を通って宇都宮と水戸を人々が往来したと云われており、現在の宇都宮水戸最短ルートがこの頃から形成されていた。
近世になり、1876年（明治9年）の太政官布告以後国道県道が区分され、江戸時代の街道がそのまま引き継がれて県道となった。
1954年（昭和29年）9月1日、新道路法に基づく主要地方道新設の告示を受けて県道宇都宮水戸線（笠間 - 水戸は当時の二級国道前橋水戸線と重複区間）となり、1965年（昭和40年）8月26日に現在の宇都宮笠間線となった。栃木県宇都宮市から芳賀郡益子町まで続く国道123号重複区間は元々は宇都宮笠間線で、1962年（昭和37年）5月1日の政令による国道123号の新設時（1963年4月1日）にこの区間が国道に指定された。この時県道宇都宮水戸線と二級国道宇都宮水戸線、種別の異なる同じ名前の路線が一本の道路を共有するという珍現象が起きたが前者は区間路線名変更、後者は等級廃止・国道番号表記に統一という形で2年ほどで終息している。

### 年表
- 1954年（昭和29年）9月1日：前身にあたる県道宇都宮水戸線の茨城県区間（整理番号3）が路線認定される[4]。
- 1960年（昭和35年）12月14日：茨城県区間（笠間市大字庁庭県界 - 水戸市柵町1丁目1級国道6号線交点）が供用開始される[5]。
- 1965年（昭和40年）8月26日
  - 県道路線の変更により、終点が水戸市水戸駅北口前の国道51号交点から笠間市大字石井の国道50号交点となり、路線が県道宇都宮水戸線から県道宇都宮笠間線になる[6]。
  - 道路区域を、笠間市大字片庭 栃木県界から、笠間市大字石井 一般国道50号線交点までとし、供用開始[7]。
- 1973年（昭和48年）5月4日：笠間市片庭（仏ノ山峠） - 同市箱田の道路改良バイパス（3.12 km）を供用開始[8]。
- 1983年（昭和58年）8月25日：笠間市石井（石井神社前） - 同市笠間の旧石岡笠間線（廃止）の一部区間（延長1.052 km）を本路線とするため編入。終点が荒町角交差点に移る[9]。
- 1993年（平成5年）5月11日：建設省から、県道宇都宮笠間線が宇都宮笠間線として主要地方道に再指定される[10]。
- 1995年（平成7年）3月30日：茨城県区間の整理番号が整理番号5から現在の番号（整理番号1）に変更される[11]。
- 2004年（平成16年）3月22日：茨城県笠間市片庭(県界)- 笠間市石井の区間が、通行する車両の高さの最高限度4.1 mの道路に指定される[12]。
- 2007年（平成19年）
  - 4月2日：笠間市片庭（県境） - 同市石井の区間を、通行する車両の最大重量限度25トンの道路に指定[13]。
  - 5月10日：笠間市の涸沼川に架かる笠間橋が架け替えられ供用開始[14]。
- 2010年（平成22年）11月1日：栃木県と宇都宮市で行われた、県道・市道相互移管に伴い起点が宇都宮市宮の橋交差点から大通り1丁目交差点に変更され、大通り1丁目交差点・宮の橋交差点間が新たに本路線所属となった[15][16]。
- 2022年（令和4年）3月3日：笠間市石井交差点から荒町角交差点間の県道指定を解除（市へ移管）[3]。

## 路線状況
道路法の規定に基づき、茨城県内の笠間市片庭（栃木県界） - 笠間市石井（石井交差点）間は、緊急輸送道路として機能を維持するため、災害発生時の被害拡大防止を目的に道路用地内に電柱を建てることが制限されている。

### 別名
大通り
起点の宇都宮市大通り1丁目交差点から宮の橋交差点までの区間を指す一般名称。
川向銀座通り
宇都宮市宮の橋交差点から南大通4丁目交差点までの区間を指す一般名称。
水戸北街道（水戸街道）
国道50号笠間以東を含んだ名称。栃木県内では単に「水戸街道」と呼ばれることがほとんどであり、案内板でも水戸街道と案内されている。
石井街道
宇都宮市内での名称。宇都宮市街地から石井町付近までを結ぶ道路であることから。バス停などでもこの名前が見られる。
石井通り
笠間市内、石井交差点から石井神社前を経て荒町角交差点（終点）までの区間を指す。

### 重複区間
- 国道123号（宇都宮市平松町交差点から益子町七井駅西交差点までの区間）
- 栃木県道158号下岡本上三川線（宇都宮市石井町地内の一部区間）
- 栃木県道156号石末真岡線（芳賀町橋場交差点から西水沼交差点までの区間）
- 栃木県道163号黒田市塙真岡線（益子町七井地内の一部区間）

### 道路施設
- 清水橋（片庭川、笠間市片庭）
- 笠間大橋（涸沼川、笠間市石井）

### 路線バス
栃木県側では、宇都宮市街地においては沿線に宇都宮大学やベルモールなどがあり、また宇都宮市街地から同市清原地区を結ぶ役割もあることから、関東自動車・JRバス関東により東武宇都宮駅・JR宇都宮駅から本路線を通る路線バスが多数運行されている。また、同事業者により宇都宮 - 真岡・茂木間を結ぶ路線が宇都宮側で本路線の一部を経由するほか、関東自動車による宇都宮 - 益子間の路線が、宇都宮 - 益子町七井までの大部分の区間で本路線を経由する。
茨城県側では、茨城交通が笠間市笠間地区で運行する笠間駅 - 桃山線が本路線のうち石井神社前から荒町角交差点までの区間を経由している。

#### 栃木県側の系統一覧
※大通り1丁目交差点 - 宮の橋交差点 - 南大通り1丁目交差点間のみを走行するだけの路線とわずかな区間のみ経由する路線は省略
※（旧道）は鬼怒橋経由の国道123号旧道を指す
- 関東自動車[19][20]

　益子線
　宮島町十文字 - 宇都宮駅西口 - 宮の橋南 - 宇大前 - ベルモール - 岡西 - （旧道） - 鐺山十字路 - 七井駅前
　真岡線
　宮島町十文字 - 宇都宮駅西口 - 宮の橋南 - 宇大前 - ベルモール - 岡西 - （旧道） - 鐺山十字路 - 西水沼
　西原車庫・宇都宮東武 - ベルモール線
　宮島町十文字 - 宇都宮駅西口 - 宮の橋南 - 宇大前 - ベルモール
　宇都宮東武 - 星の杜中学校・高等学校線
　宮島町十文字 - 宇都宮駅西口 - 宮の橋南 - 宇大前 - 岡西 - （旧道） - 鐺山十字路 - 松原
　宇都宮駅東口 - 星の杜中学校・高等学校線
　（旧道） - 鐺山十字路 - 松原
　宇大循環線
　宿郷東 - 工学部前
- JRバス関東[19][20]

　水都西線（早朝の一部を除く）
　宮島町十文字 - 宇都宮駅西口 - 宮の橋南 - 宇大前 - 岡西 - （旧道） - 鐺山十字路 - 鐺山東

## 地理

### 通過する自治体
- 栃木県
  - 宇都宮市 - 芳賀郡芳賀町 - 芳賀郡市貝町 - 芳賀郡益子町 - 芳賀郡茂木町
- 茨城県
  - 笠間市

### 交差する道路
交差する道路の特記がないものは市道・町道。
| 交差する道路                                                        | 交差する道路                               | 交差点名 | 交差点名           |
| ------------------------------------------------------------------- | ------------------------------------------ | -------- | ------------------ |
| 県道10号宇都宮那須烏山線（大通り） 日光・大谷方面                   |                                            |          |                    |
| 県道10号宇都宮那須烏山線（東通り）                                  | 県道35号宇都宮結城線（今小路通り）         | 宇都宮市 | 大通り1丁目        |
| （上河原通り）                                                      | （上河原通り）                             | 宇都宮市 | 上河原             |
| 県道196号宇都宮停車場線（大通り） 県道125号氏家宇都宮線（奥州街道） | -（屈折）                                  | 宇都宮市 | 宮の橋             |
| -（屈折）                                                           | 宇都宮市道4号（いちょう通り） （旭陵通り） | 宇都宮市 | 南大通り4丁目      |
| 国道4号（宇都宮バイパス）                                           | 国道4号（宇都宮バイパス）                  | 宇都宮市 | 平松町             |
| （産業道路）                                                        | -                                          | 宇都宮市 | 産業道路入口       |
| 新4号国道（宇都宮環状道路）                                         | 新4号国道（宇都宮環状道路）                | 宇都宮市 | 石井               |
| 県道158号下岡本上三川線（辰街道）                                   | 県道158号下岡本上三川線（辰街道）          | 宇都宮市 | 新鬼怒橋西         |
| 国道408号                                                           | 国道408号                                  | 宇都宮市 | 鐺山               |
| （清原中央通り）                                                    | 国道408号真岡宇都宮バイパス鬼怒テクノ通り  | 宇都宮市 | 清原工業団地       |
| 県道154号下高根沢氷室線                                             |                                            | 宇都宮市 | 清原東小前         |
| 県道156号石末真岡線                                                 | 県道156号石末真岡線                        | 芳賀町   | （大字西水沼地内） |
|                                                                     |                                            | 芳賀町   | 東高橋             |
| 県道61号真岡那須烏山線                                              | 県道61号真岡那須烏山線                     | 市貝町   | 下赤羽             |
| 県道255号塙上根線                                                   | 県道255号塙上根線                          | 益子町   | 七井台町西         |
| -                                                                   | 県道163号黒田市塙真岡線                    | 益子町   | 七井台町東         |
| -                                                                   | 国道123号                                  | 益子町   | 七井駅西           |
| 県道163号黒田市塙真岡線                                             | -                                          | 益子町   | （大字七井地内）   |
| -                                                                   | 県道111号七井停車場線                      | 益子町   | （大字七井地内）   |
| 国道123号                                                           | 国道123号                                  | 益子町   | 大沢               |
|                                                                     | 県道230号下大羽益子線                      | 益子町   | 下大羽             |
|                                                                     | 県道286号深沢岩瀬線                        | 茂木町   | 深沢               |
| 県道206号飯茂木線                                                   | -                                          | 茂木町   | 飯上               |
| 県道226号鶏足山片庭線                                               | -                                          | 笠間市   | 片庭               |
| 国道50号笠間バイパス                                                | 国道50号笠間バイパス                       | 笠間市   | 石井               |
| 国道355号笠間バイパス 石岡・友部IC方面                              |                                            |          |                    |

## 沿線風景

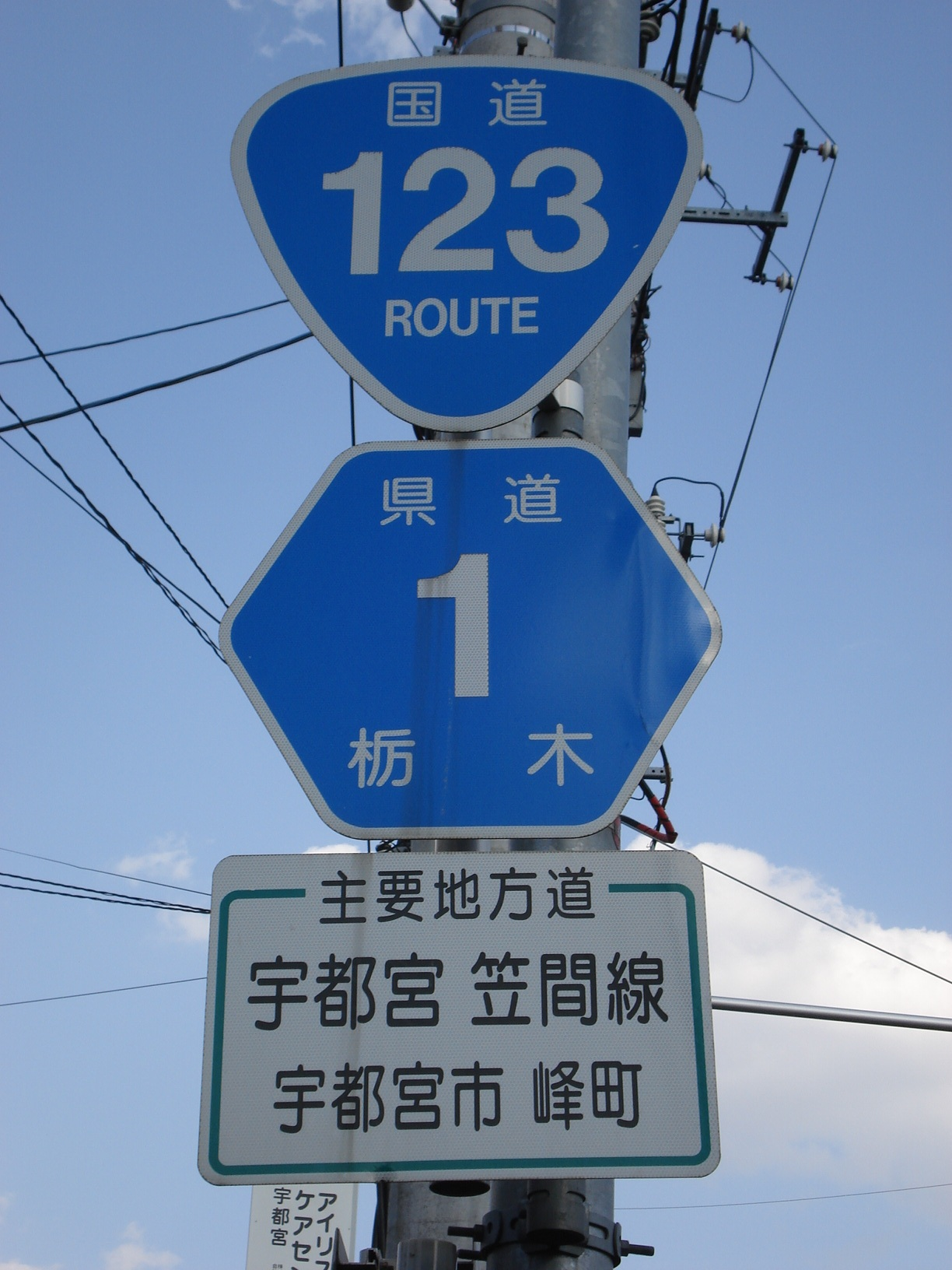
県道番号標識（国道123号との重複区間）
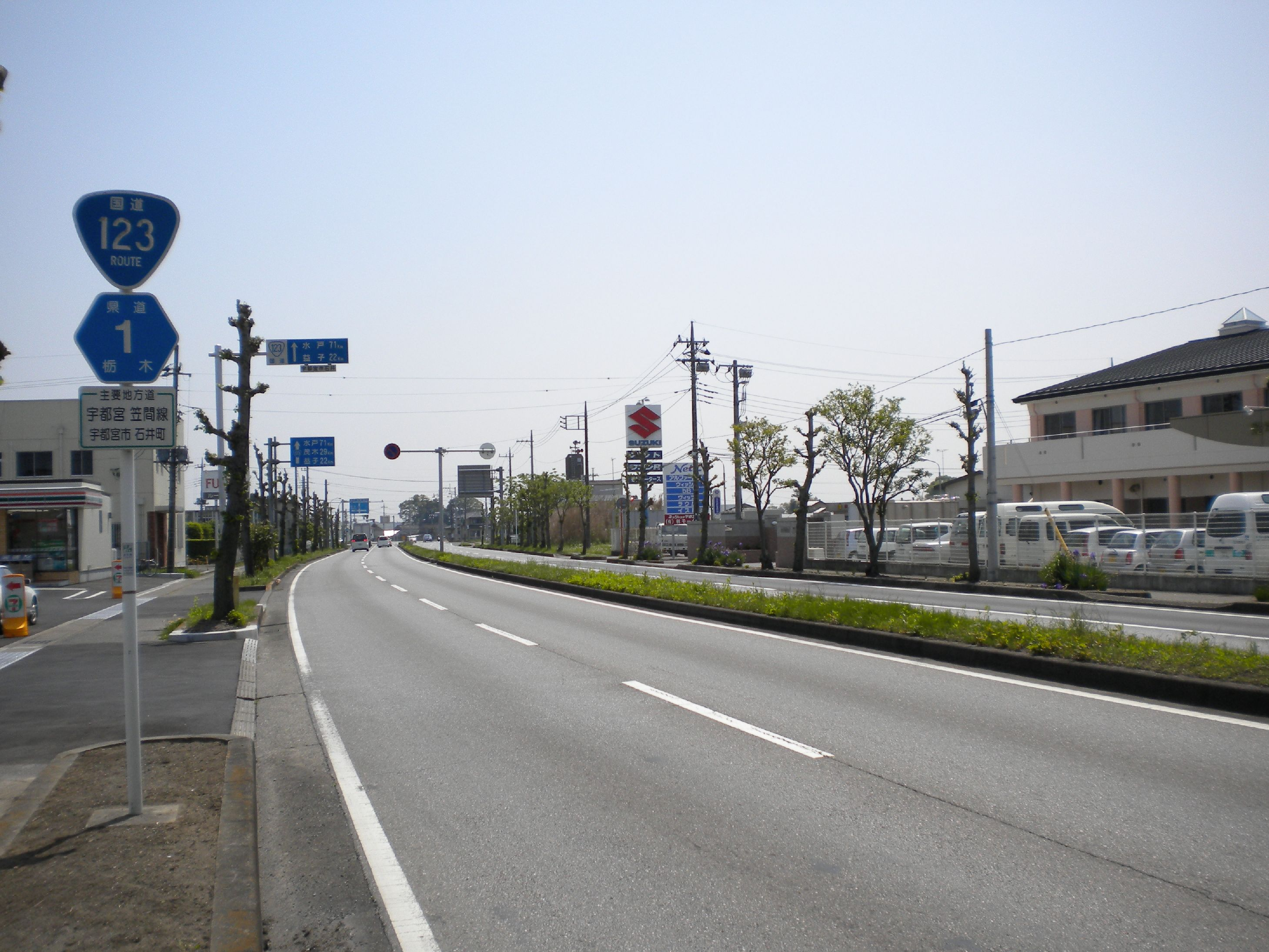
宇都宮市石井町付近
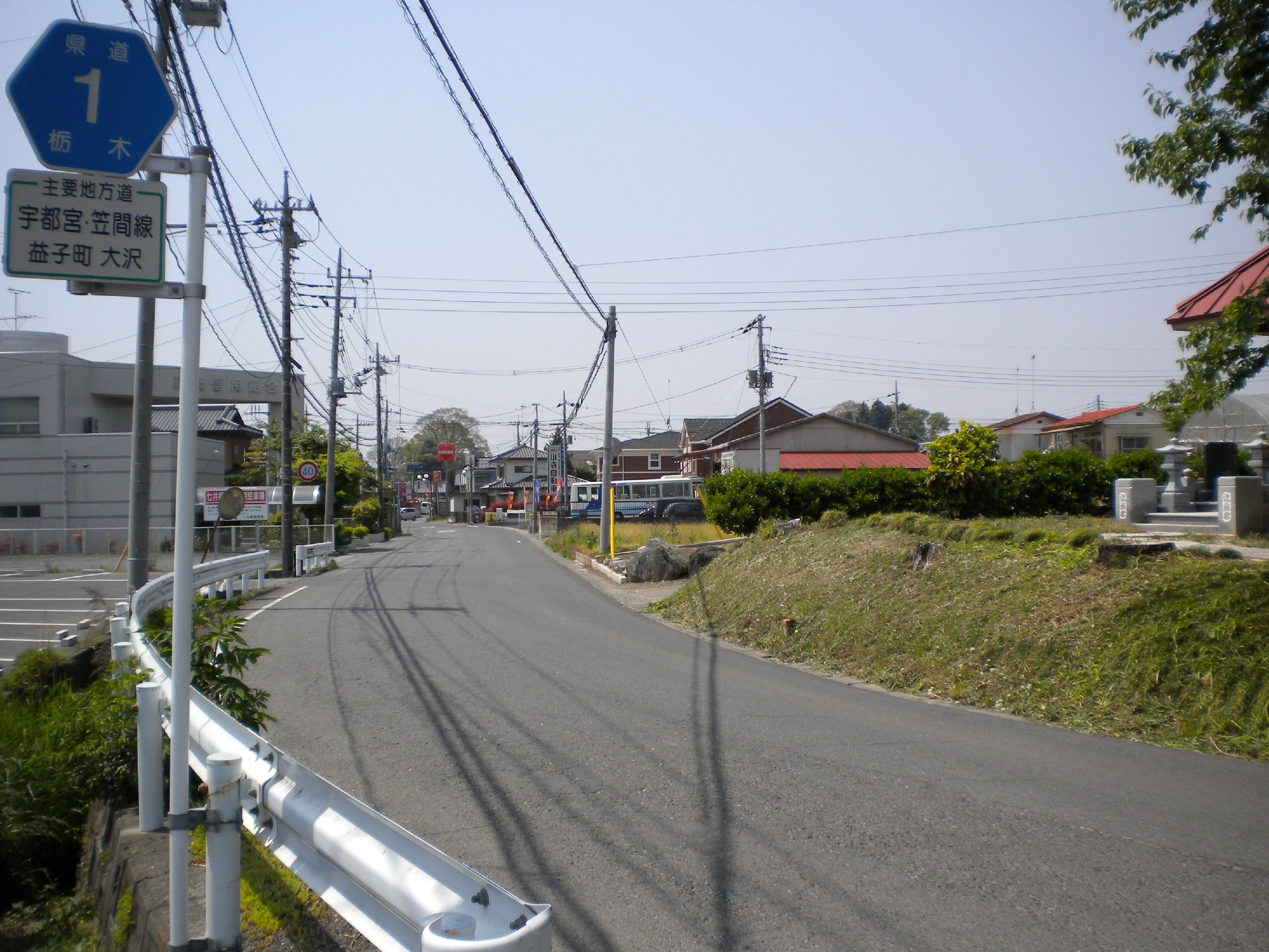
益子町大沢付近
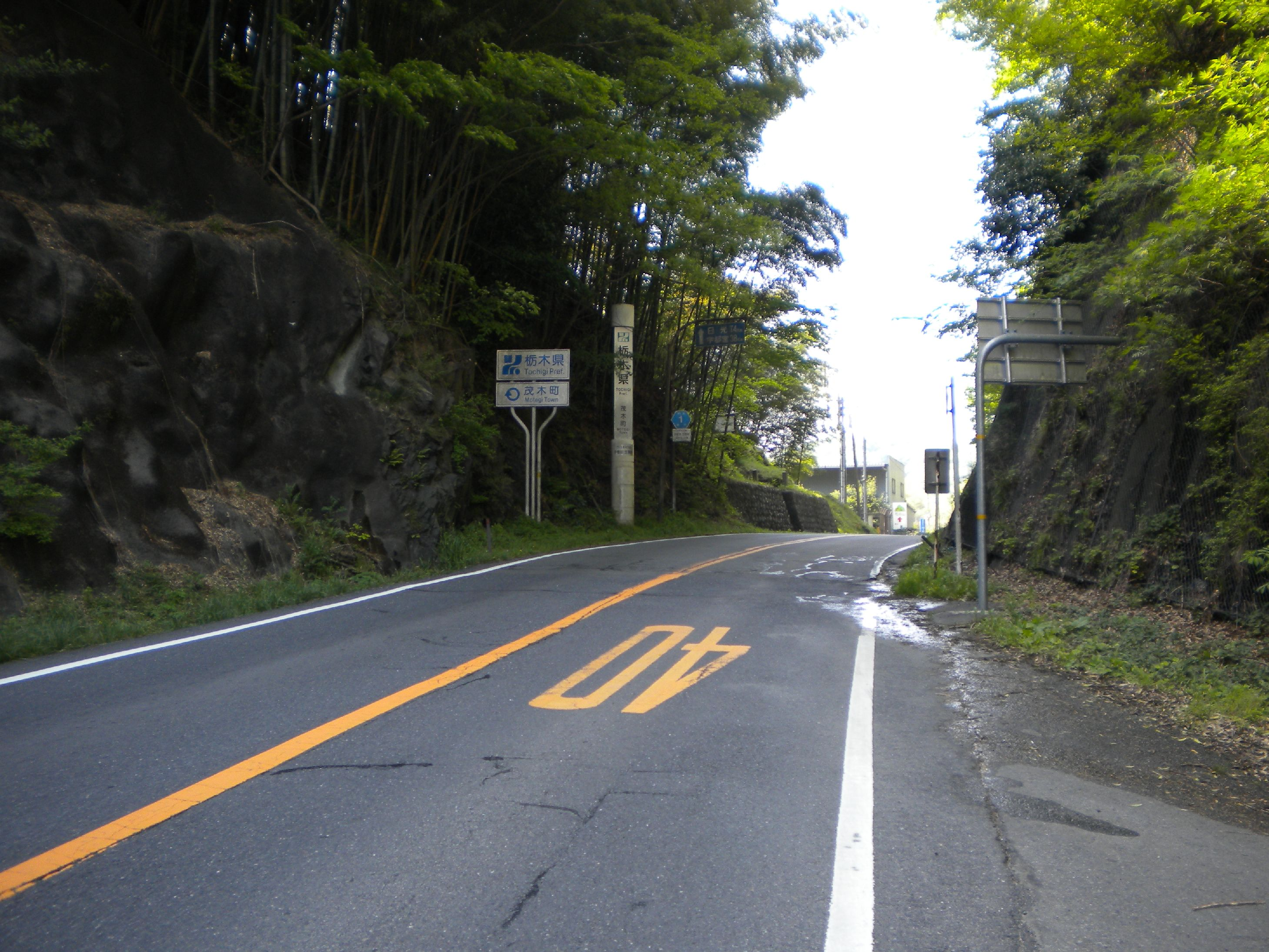
仏ノ山峠（栃木・茨城県境）
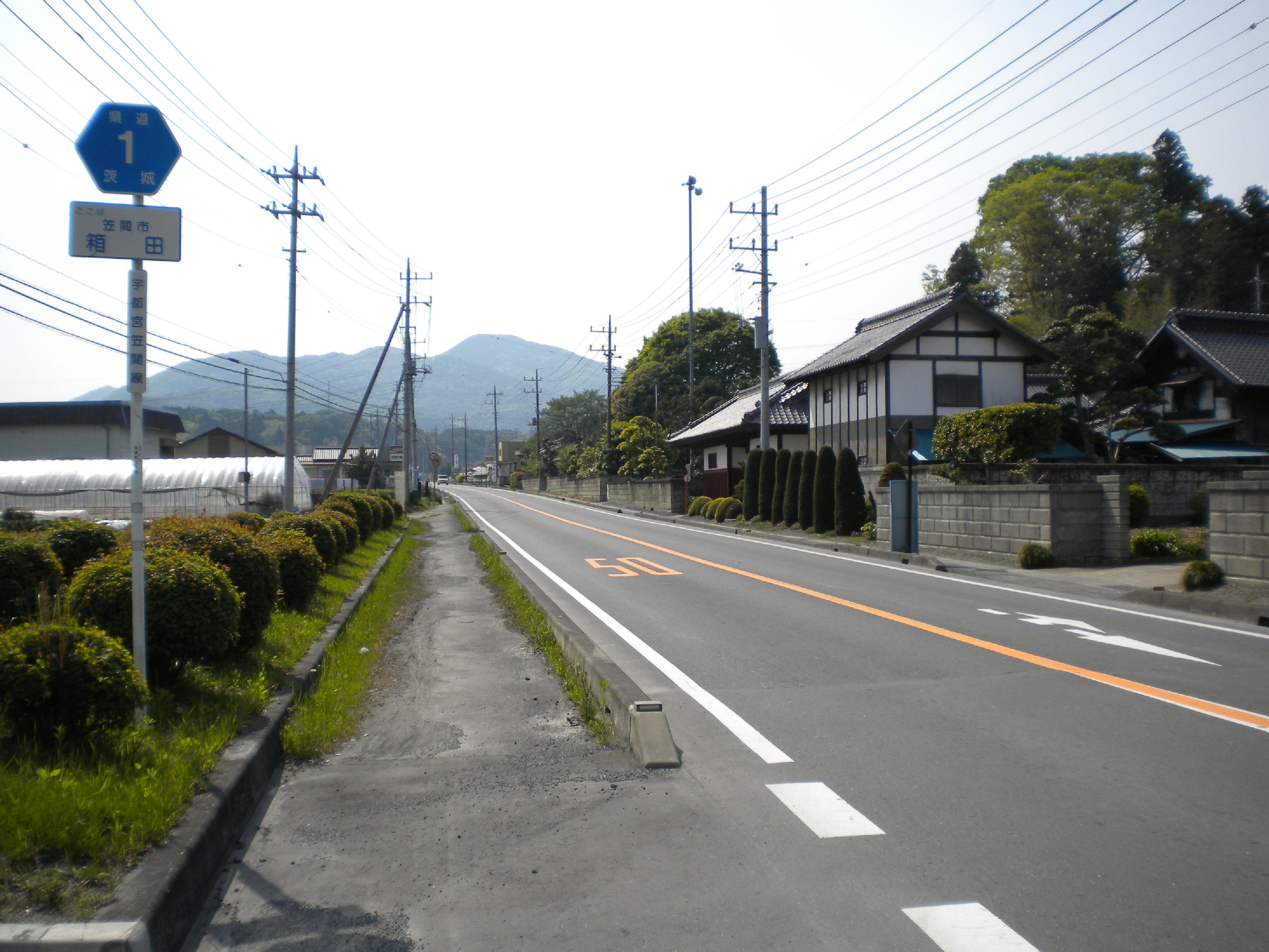
笠間市箱田付近